# Phascolosoma leachii
Phascolosoma leachii är en stjärnmaskart som först beskrevs av de Blainville 1827.  Phascolosoma leachii ingår i släktet Phascolosoma och familjen Phascolosomatidae. Inga underarter finns listade i Catalogue of Life.